# Железинський район
Желе́зинський район (каз. Железин ауданы, рос. Железинский район) — адміністративна одиниця у складі Павлодарської області Казахстану. Адміністративний центр — село Железинка.

## Населення
Населення — 15454 особи (2021; 17849 у 2009, 26293 у 1999, 35785 у 1989).

## Історія
Урлютюбський район з центром у селі Урлютюб був утворений 1935 року із 13 сільрад Максимо-Горьківського району. 2 січня 1963 року Урлютюбський район у складі 10 сільрад перетворено в Железинський, центр був перенесений до села Железинка.

## Склад

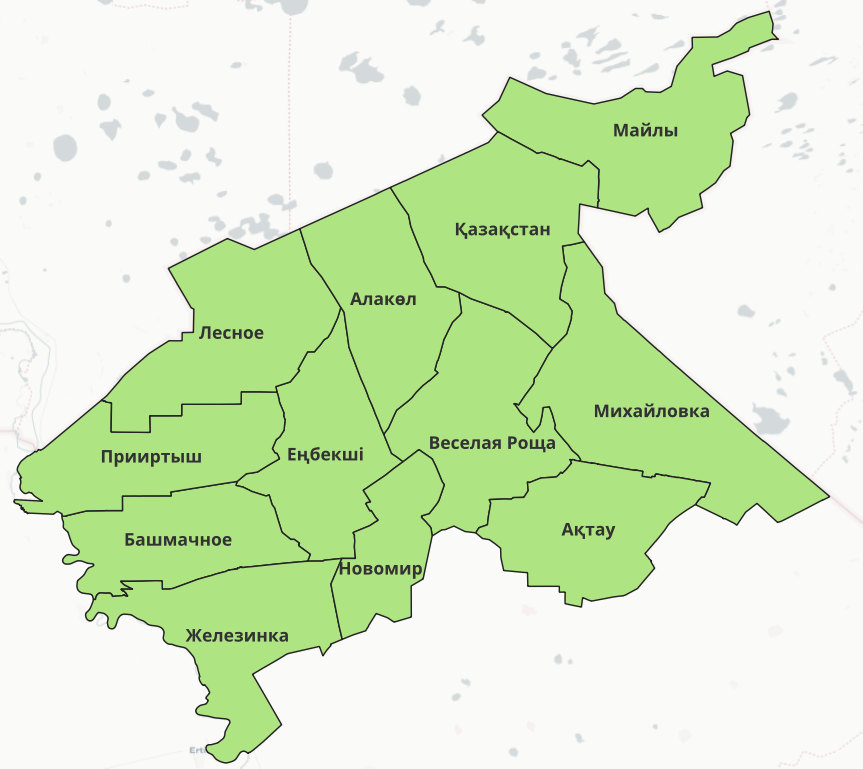
Мапа сільський округів

До складу району входить 12 сільських округів:
| Поселення                        | Площа, км² | Населення, осіб (1989) | Населення, осіб (1999) | Населення, осіб (2009) | Населення, осіб (2021) | Центр       | Населені пункти |
| -------------------------------- | ---------- | ---------------------- | ---------------------- | ---------------------- | ---------------------- | ----------- | --------------- |
| Актауський сільський округ       | -          | 1825                   | 1134                   | 548                    | 403                    | Актау       | 2               |
| Алакольський сільський округ     | -          | 1513                   | 1362                   | 776                    | 632                    | Алаколь     | 1               |
| Башмачинський сільський округ    | -          | 2760                   | 2104                   | 1364                   | 1181                   | Башмачне    | 4               |
| Веселорощинський сільський округ | -          | 2090                   | 1624                   | 1198                   | 900                    | Весела Роща | 4               |
| Єнбекшинський сільський округ    | -          | 3191                   | 1854                   | 1124                   | 735                    | Єнбекші     | 2               |
| Железинський сільський округ     | -          | 8520                   | 7327                   | 6174                   | 6324                   | Железинка   | 5               |
| Казахстанський сільський округ   | -          | 2412                   | 1748                   | 1329                   | 1128                   | Жана-Жулдиз | 3               |
| Лісний сільський округ           | -          | 2166                   | 1400                   | 910                    | 701                    | Лісне       | 3               |
| Майлинський сільський округ      | -          | 2203                   | 1276                   | 448                    | 237                    | Майли       | 1               |
| Михайловський сільський округ    | -          | 5663                   | 3806                   | 2344                   | 1805                   | Михайловка  | 4               |
| Новомирський сільський округ     | -          | 1100                   | 857                    | 521                    | 523                    | Церковне    | 1               |
| Приіртиський сільський округ     | -          | 2342                   | 1801                   | 1113                   | 885                    | Приіртиське | 3               |

## Найбільші населені пункти
Населені пункти з чисельністю населення понад 1000 осіб:
| № | Населений пункт | Населення, осіб (1989) | Населення, осіб (1999) | Населення, осіб (2009) | Населення, осіб (2021) |
| - | --------------- | ---------------------- | ---------------------- | ---------------------- | ---------------------- |
| 1 | Железинка       | 6516                   | 5956                   | 5190                   | 5438                   |
| 2 | Михайловка      | 3744                   | 2313                   | 1376                   | 1192                   |